# ریلی فیتسیمونس
ریلی فیتسیمونس (انگلیسی: Riley Fitzsimmons؛ زادهٔ ۲۷ ژوئیهٔ ۱۹۹۶) قایقران کایاک اهل استرالیا است.
وی در مسابقات کشوری و بین‌المللی در مجموع برندهٔ ۱ مدال طلا، ۱ مدال نقره شده است.